# Hymenochaete noxia
Hymenochaete noxia är en svampart som beskrevs av Berk. ex Cooke 1890. Hymenochaete noxia ingår i släktet Hymenochaete och familjen Hymenochaetaceae.   Inga underarter finns listade i Catalogue of Life.